# Dan Nelson
Dan Nelson – amerykański wokalista thrashmetalowy z Nowego Jorku, następca Joeya Belladonny w zespole Anthrax. Po odejściu Belladony w styczniu 2007 po rocznych poszukiwaniach zespół znalazł nowego wokalistę.
Dan Nelson grał poprzednio z amerykańskimi zespołami Dicipline i Devilsize na Long Island. W 2002 poznał Roba Caggiano, gdy grał w zespole Unbroken. Musiał zrezygnować z grania z uwagi na poważną operację serca jego żony i po powrocie skontaktował się z Robem, który uznał, że Dan pasuje do zespołu. Dan był wielkim fanem głosu Belladonny już w wieku 9 lat.
Jest kolekcjonerem komiksów i fanem hokejowej drużyny NY Rangers.